# Heteroxenia mindorensis
Heteroxenia mindorensis är en korallart som beskrevs av Hilario Atanacio Roxas 1933. Heteroxenia mindorensis ingår i släktet Heteroxenia och familjen Xeniidae. Inga underarter finns listade i Catalogue of Life.